# Yardbird Suite
Yardbird Suite es un tema de jazz, dentro del estilo bebop, compuesto por Charlie Parker en 1946. Sigue la forma típica de jazz, AABA. Lawrence O. Koch utilizó su título para la biografía de Parker.
La canción fue grabada, entre otras muchas versiones, por Chaka Khan en 1982, como parte del tema "Be Bop Medley" de su álbum "Chaka Khan".
Existe también un conocido club de jazz llamado "Yardbird Suite" en Edmonton, Alberta, Canadá.